# Вулиця Олександра Чигріна (Мелітополь)
Вулиця Олександра Чигріна — вулиця у місті Мелітополь. Починається глухим кутом в індустріальному районі біля вулиці Гетьмана Сагайдачного і йде на південний захід до Університетської вулиці.

## Назва
Вулиця названа на честь Олександра Чигрина — творця та керівника естрадного оркестру Мелітопольського інституту механізації сільського господарства.

## Історія
До 1929 року вулиця носила назву Денісівська. 17 червня 1929 перейменована на вулицю Чичеріна на честь Георгія Васильовича Чичеріна (1872—1936) — радянського наркома закордонних справ.
21 жовтня 1965 року було прийняте рішення про перейменування ділянки вулиці Чичеріна (від нинішньої вулиці Героїв України до вулиці Шмідта) на вулицю Фучика.
В 2016 році під час декомунізації вулиця була перейменована на вулицю Олександра Чигріна.